# Camden, Arkansas
Camden är en stad (city) i Ouachita County, i delstaten Arkansas, USA. Enligt United States Census Bureau har staden en folkmängd på 12 072 invånare (2011) och en landarea på 42,6 km². Camden är huvudort i Ouachita County.